# Ida Nielsen
Ida Nielsen, född Ida Kjær 21 augusti 1887, död 6 december 1918, var en dansk skådespelare och sångare. Hon var gift med musikdirektören Holger Nielsen.
Nielsen var engagerad som operettskådespelare vid Århus Teater och blev senare konsertsångare.
Hon debuterade år 1911 i en film av  Frans Lundberg och senare försökte han utan framgång att lansera henne i Tyskland som syster till Asta Nielsen.

## Filmografi (urval)
- 1912 – Ormen
- 1912 – Kärleksdrömmar
- 1912 – Kärlekens offer
- 1912 – Dockan eller Glödande kärlek
- 1912 – Cirkusluft
- 1913 – Kärleken rår
- 1913 – Hjältetenoren